# Fiam nélkül soha
A Fiam nélkül soha (eredeti cím: A Family Man) 2016-ban bemutatott amerikai filmdráma, melyet Bill Dubuque forgatókönyvéből, rendezői debütálásaként Mark Williams rendezett. A főbb szerepekben Gerard Butler, Willem Dafoe, Anupam Kher, Alfred Molina, Alison Brie és Gretchen Mol látható.
Világpremierje a 2016-os Torontói Filmfesztiválon volt, 2016 szeptemberében. Az Amerikai Egyesült Államokban 2017. július 28-án mutatták be a mozikban. Magyarországon a televízióban sugározták szinkronizálva, 2018 júliusában.

## Cselekmény
A film középpontjában egy sikeres chicagói céges fejvadász, Dane Jensen áll, aki a Blackridge toborzási ügynökségnél dolgozik. A férfi mindent megtesz, hogy lezárja egy kazánházzal kapcsolatos régi, kényes ügyét. Jensen igyekszik a munkájára összpontosítani, de egyben próbál családfőként is helytállni. A főnöke, Ed Blackridge Jensennek szeretne felajánlani egy előléptetést. Ehhez azonban le kell győznie ambiciózus riválisát, Lynn Wilsont. Jensen munkamániája rosszul érinti családját. Felesége, Elise azt szeretné, ha több időt töltene vele és fiával.
Jensen igyekszik minél több időt tölteni legidősebb gyermekével, Ryannel, felkészítve őt a felnőttek világára. Jensen arra lesz figyelmes, hogy Ryan a gyerekkori elhízás határán áll, ezért reggelente elkezd vele kocogni. Jensen és a felesége észreveszi a fián, hogy sokszor fáradékony és véraláfutások jelennek meg egyes testrészein. Jensen keményebben kezd eldolgozni, több időt tölt az irodában, így próbálva megszerezni az új posztot, ami nem tetszik Elise-nek.
Ryant később rákos megbetegedéssel diagnosztizálják. Jensen több időt tölt a fiával, ami miatt visszaesik a munkahelyi teljesítménye. Lynn megragadja az alkalmat, hogy minél több ügyfelet és minél magasabb értékelést szerezzen, sikeresen. Amikor Ryan felébred a kómából és jobban lesz, Jensen elveszíti az állását Ed cégénél. Szigorú főnöke elküldi a cégtől, Lynnek adva át az új posztot. 
Jensen saját céget indít egy régi ügyfele, Lou Wheeler révén, és a családjának is több időt szentel.

## Szereposztás
| Szerep                | Színész         | Magyar hang     |
| --------------------- | --------------- | --------------- |
| Dane Jensen           | Gerard Butler   | Kőszegi Ákos    |
| Elise Jensen          | Gretchen Mol    | Zakariás Éva    |
| Ryan Jensen           | Maxwell Jenkins |                 |
| Ed Blackridge         | Willem Dafoe    | Gubányi György  |
| Lynn Wilson           | Alison Brie     | Csuha Borbála   |
| Lou Wheeler           | Alfred Molina   | Törköly Levente |
| Dr. Savraj Singh      | Anupam Kher     | Tokaji Csaba    |
| Sumner Firestone      | Dustin Milligan |                 |
| Lauren Jensen         | Julia Butters   |                 |
| Antoine, Ryan ápolója | Dwayne Murphy   |                 |

## A film készítése
A film forgatása 2015. október 26-án kezdődött Torontóban.[forrás?]